# Dolichopus fucatus
Dolichopus fucatus är en tvåvingeart som beskrevs av Van Duzee 1921. Dolichopus fucatus ingår i släktet Dolichopus och familjen styltflugor.
Artens utbredningsområde är Washington. Inga underarter finns listade i Catalogue of Life.